# Desa Sentol Daya
Desa Sentol Daya är en administrativ by i Indonesien.   Den ligger i provinsen Jawa Timur, i den västra delen av landet, 800 km öster om huvudstaden Jakarta. Desa Sentol Daya ligger på ön Madura.